# Список заповідних територій Мозамбіку

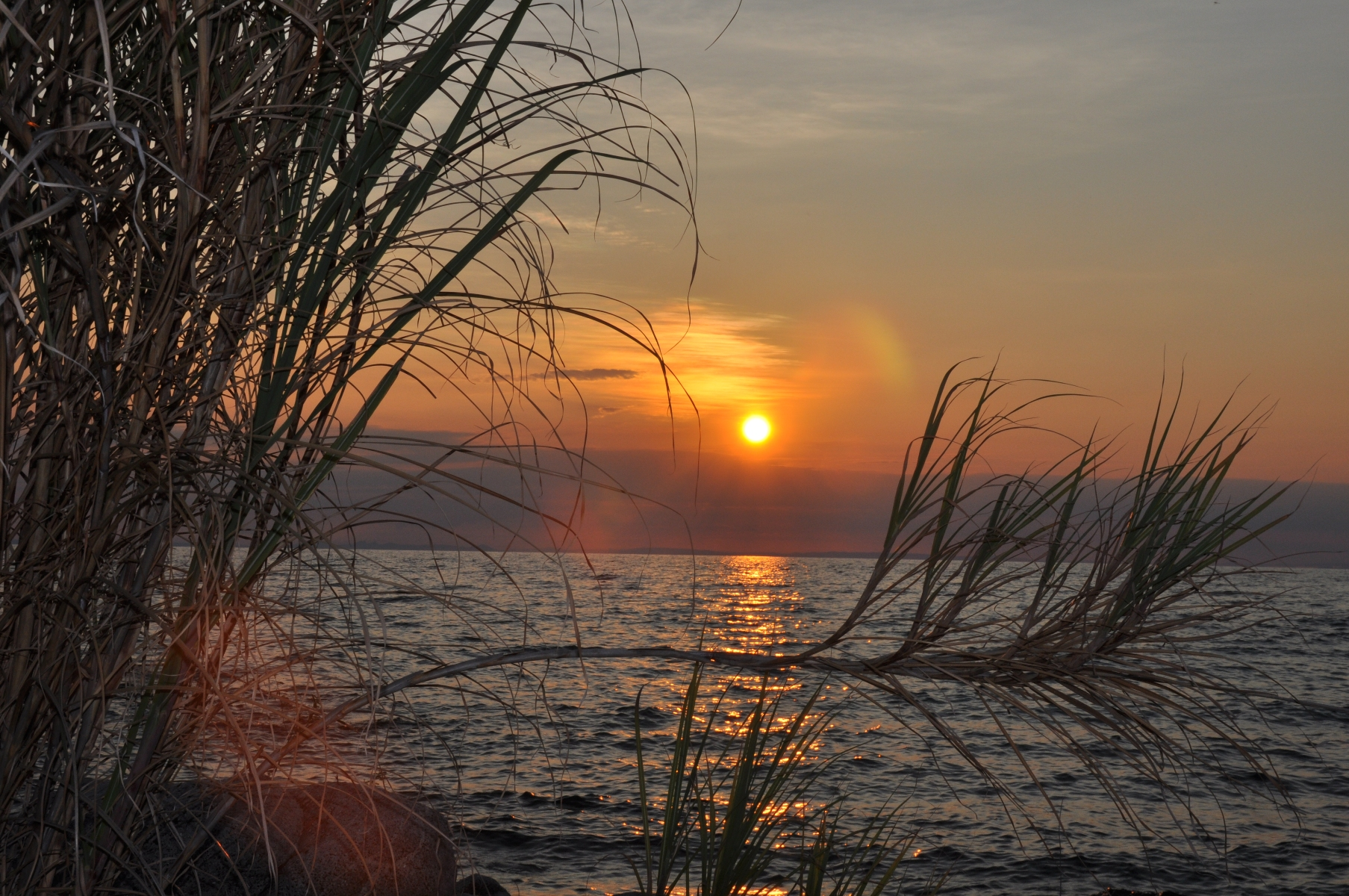
Сонце над заповідником озера Ніасса

Території, що охороняються в Мозамбіку, відомі як заповідники, і в даний час згруповані в національні парки, національні заповідники, лісові заповідники, зони використання дикої природи (coutadas), громадські природоохоронні території та приватні мисливські ферми (fazendas de bravio). Відповідно до Закону про охорону природи від 2014 року (Закон 16/2014 від 20 червня), охоронювані території повинні бути перекласифіковані в набагато більш гнучкий ряд нових категорій, які ближче до міжнародної системи, яку використовує МСОП. Міжнародні ініціативи, такі як транскордонні парки, згруповані в кінці сторінки.

## Національні парки
- Національний парк Бангіне, Parque Nacional de Banhine - Газа (7250 км 2 )
- Національний парк Базаруто, Parque Nacional do Arquipelago de Bazaruto - Інхамбане (1463 км 2 )
- Національний парк Чіманімані, Parque Nacional de Chimanimani - Manica (656 км 2 )
- Національний парк Горонгоза, Національний парк Горонгоза - Софала (5370 км 2 )
- Національний парк Лімпопо, Національний парк Лімпопо - Газа (11 233 км 2 )
- Національний парк Магое, Національний парк Магое - Тете (3 558 км 2 )
- Національний парк Кюрімбас, Parque Nacional das Quirimbas - Cabo Delgado (9130 км 2 )
- Національний парк Зінаве, Parque Nacional do Zinave - Inhambane (4000 км 2 )

## Національні заповідники
- Національний заповідник Джілі, Reserva Nacional do Gilé - Замбезія (4436 км 2 )
- Спеціальний заповідник Мапуту, Reserva Especial de Maputo - Maputo (1,040) км 2 )
- Заповідник буйволів Маромеу, Reserva de Búfalos de Marromeu - Sofala (1500 км 2 )
- Національний заповідник Ніасса, Національний заповідник Ніасса - Ніасса (42 200 км 2 )
- Національний заповідник Помене, Національний заповідник Помена - Іньямбане (50 км 2 )

## Інші природоохоронні території
- Частково морський заповідник озера Ніасса, Reserva Marinha Parcial de Lago Niassa - Niassa (486) км 2 )
- Муніципальний парк Малхазін, Parque Ecológico de Malhazine - місто Мапуту (5,6 км 2 )
- Частковий морський заповідник Понта-ду-Ору, Reserva Marinha Parcial de Ponta do Ouro - Мапуту (673 км 2 )
- Природоохоронна територія островів Прімейрас і Сегундас, Área de Protecção Ambiental do Arquipélago das Ilhas Primeiras e Segundas - Замбезія, Нампула (10 409 км 2 )
- Загальна охоронна територія Сан-Себастьяо, Загальна захисна територія Сан-Себастьяо - Іньямбане (439 км 2 )

## Громадські природоохоронні території
- Чіпандже Чету (6 065 км 2 )
- Мітчеу (113 км 2 )
- Чума Чато (31 838 км 2 )

## Зони використання тваринного світу
- Кутада 4 - Маніка (4300 км 2 )
- Кутада 5 - Софала (6 868 км 2 )
- Кутада 6 - Софала (4 563 км 2 ) - згас у 2014 році
- Кутада 7 - Маніка (5408 км 2 )
- Кутада 8 - Диван (310 км 2 ) - погашений у 2014 році; став природоохоронною територією Мітчеу
- Кутада 9 - Маніка (4333 км 2 )
- Кутада 10 - Софала (2,008 км 2 )
- Кутада 11 - Софала (1928 км 2 )
- Кутада 12 - Софала (2963 км 2 )
- Кутада 13 - Маніка (5 683 км 2 )
- Кутада 14 - Софала (1353 км 2 )
- Кутада 15 - Софала (2300 км 2 )
- Coutada 16 - зараз частина національного парку Лімпопо
- Луабо (558 км 2 )
- Люреко (2 226 км 2 )
- Марупа
- Мессало (1 227 км 2 )
- Міконе (240 км 2 )
- Мулела (964 км 2 )
- Накума (2713 км 2 )
- Нікаге (Кабо Дельгадо) (5400 км 2 )
- Ніпепе (1382 км 2 )
- Нунго (3 288 км 2 )

## Лісові заповідники
- Байшу Пінда (196 км 2 )
- Дерре (1700 км 2 )
- Інхамітанга (16 км 2 )
- Лікуаті (37 км 2 )
- Маронга (83 км 2 )
- Матібане (512 км 2 )
- Мекубурі (2300 км 2 )
- Морібейн (53 км 2 )
- М'палуе (51 км 2 )
- Мучеве (91 км 2 )
- Нямпакуе (170 км 2 )
- Рібауе (52 км 2 )
- Зомба (28 км 2 )

## Приватні мисливські ферми
Станом на 2014 рік у Мозамбіку було зареєстровано 50 приватних мисливських ферм і заповідників.

## Рамсарські території
- Рамсарський комплекс озера Ніасса
- Комплекс Марромеу

## Транскордонні природоохоронні території
- Транскордонна заповідна зона Чіманімані - заснована в 1999 році урядами Мозамбіку та Зімбабве

Розширення: 2.056 км 2
Склад: Мозамбік (національний заповідник Чіманімані); Зімбабве ( національний парк Чіманімані )
- Транскордонна заповідна зона Лімпопо - заснована 10 грудня 2004 року урядами Мозамбіку, Зімбабве та Південної Африки

Розширення: 84.868 км 2
Склад: Мозамбік (національні парки Лімпопо, Банін і Зінаве); Зімбабве ( національний парк Гонарежжоу, заповідник Манджіндзі Пан, сафарі-зона Маліпаті, громадська територія Сенгве); Південна Африка ( Національний парк Крюгера, регіон Макулеле)
- Транскордонна природоохоронна територія Лубомбо - заснована в червні 2000 року урядами Мозамбіку, Свазіленду та Південної Африки

Розширення: 4.170 км 2
Склад: заповідник слонів Мапуту (Мозамбік), парк слонів Тембе (Південна Африка) і заповідник Лубомбо ( Есватіні )